# ستار فوكس غارد
ستار فوكس غارد (بالإنجليزية: Star Fox Guard)‏ هي لعبة فيديو دفاع عن البرج من تطوير نينتندو و‌بلاتينيوم غيمز ومن نشر نينتندو على نظام وي يو. صدرت اللعبة في أبريل 2016 عالميًا مع ستار فوكس زيرو.

## روابط خارجية
- ستار فوكس غارد على موقع IMDb (الإنجليزية)